# Simon Whitfield
Simon St. Quentin Whitfield (Kingston, 16 de maio de 1975) é um triatleta canadense, campeão olímpico nos Jogos de 2000, em Sydney.

## Carreira
Whitfield iniciou no triatlo aos 11 anos através do programa Kids of Steel. Aos 15 anos passou a se dedicar seriamente ao esporte. Sua primeira medalha em uma competição multiesportiva foi o bronze conquistados nos Jogos Pan-Americanos de 1999, em Winnipeg. No ano seguinte o triatlo faria sua estreia nos Jogos Olímpicos, em Sydney. Durante a prova Whitfield se envolveu em um acidente na etapa do ciclismo com outros 14 competidores e precisou fazer um trabalho de recuperação para se aproximar novamente dos líderes. Na corrida ele ultrapassou vários adversários até conquistar a medalha de ouro com o tempo final de 1:48:24.02. Até os Jogos de 2008 foi o tempo mais rápido do triatlo olímpico.
Nos Jogos da Commonwealth de 2002 em Manchester, Inglaterra, conquistou mais uma medalha de ouro para o Canadá. Porém não teve o mesmo desempenho nos Jogos Olímpicos de Verão de 2004, em Atenas, onde terminou em 11º lugar com o tempo de 1:53:15.81.
Em sua terceira participação olímpica, Whitfield retornou ao pódio após conquistar a medalha de prata nos Jogos de Pequim. Com um tempo de 1:48:58, finalizou a cinco segundos atrás do campeão alemão Jan Frodeno. O feito foi ainda maior considerando o fato de ter ultrapassado três competidores e assumindo a primeira posição nos últimos 100 metros da prova. Esgotado pelo seu esforço até à liderança, acabou ultrapassado por Frodeno no final da corrida.